# Тейлор, Луиза
Луиза Тейлор (англ. Louise Taylor;  1870—1936) — американская лучница, чемпионка летних Олимпийских игр 1904.
На Играх 1904 в Сент-Луисе Тейлор участвовала во всех женских дисциплинах. Она стала чемпионкой в командном первенстве и заняла последние шестые места в обоих индивидуальных соревнованиях.